# مایکل بایرون (بازیکن فوتبال)
مایکل بایرون (انگلیسی: Michael Byron؛ زادهٔ ۱۶ اوت ۱۹۸۷) بازیکن فوتبال اهل بریتانیا است.
از باشگاه‌هایی که در آن بازی کرده‌است می‌توان به باشگاه فوتبال هال سیتی، باشگاه فوتبال نورتویچ ویکتوریا، باشگاه فوتبال نوتس کانتی و باشگاه فوتبال درویلزدن اشاره کرد.
وی همچنین در تیم ملی فوتبال انگلستان سی بازی کرده‌است.